# نصب الحياد
نصب الحياد ((بالتركمانية: Bitaraplyk arkasy)‏ - (بالإنجليزية: Monument of Neutrality)‏) نصب تذكاري يقع في الأصل في عشق آباد في تركمانستان. في عام 2010 تم نقله إلى الضواحي. كان القوس ثلاثي الأرجل، وعُرف محليًا باسم «الحامل ثلاثي القوائم»، يبلغ طوله 75 متر (246 قدم)، وبُني في عام 1998 بناءً على أوامر من رئيس تركمانستان صفرمراد نيازوف لإحياء ذكرى موقف الدولة الرسمي من الحياد. تكلفت البناء 12 مليون دولار. يعلو النصب 12 متر (39 قدم) تمثال نيازوف طويل مطلي بالذهب، وكان يستدير ليواجه الشمس دائمًا. كان القوس يقع في وسط عشق أباد حيث كان يسيطر على الأفق، لكونه أطول من القصر الرئاسي القريب. أضاء التمثال في الليل. تميز القوس بمنصة عرض بانورامية كانت نقطة جذب شهيرة للزوار.

## إزالة
في 18 يناير 2010، وقع خلف نيازوف كرئيس، قربانقلي بردي محمدوف، مرسومًا لبدء العمل على تفكيك القوس وتحريكه.  كانت هناك تقارير تفيد بأنه سيتم تفكيك القوس في وقت مبكر من عام 2008، لكن الرئيس لم يوافق على هذه الخطوة حتى عام 2010. قيل رسميًا أن التفكيك هو خطوة لتحسين التصميم الحضري في عشق أباد، ولكن يُنظر إليه على أنه جزء من حملة بيردي محمدوف لإزالة تجاوزات عبادة الشخصية التي أنشأها نيازوف في عقدين من حكمه على رأس أحد أكثر الأنظمة شمولية في العالم، كما أطلق نيازوف أسماء المدن والمطارات على اسمه، وأمر ببناء قصر جليدي 40 متر (130 قدم) هرم طويل، لكن التمثال المطلي بالذهب وصف بأنه أشهر رمز لإرثه.
قام بيردي محمدوف بنقل «النصب التذكاري للحياد» إلى الضواحي. عين الرئيس شركة البناء التركية Polimeks لتنفيذ عمليات هدم القوس وتحركه. اكتملت إزالة التمثال الذهبي لنيازوف في 26 أغسطس 2010، على الرغم من إعادته بعد ذلك بعد نقل النصب التذكاري. لم يعد التمثال يدور، لكن منصة العرض عادة ما تكون مفتوحة للزوار. توجد مصاعد داخل «أرجل» النصب.

## روابط خارجية
- نصب الحياد - بوليمكس